# President-Truman-Klasse
Die Schiffe der President-Truman-Klasse, auch als Typ C10-M-F150a oder APL C-10-Klasse bezeichnet, waren die weltweit ersten Postpanmax-Containerschiffe.

## Einzelheiten
Die Baureihe bestand aus den fünf Schiffen President Adams, President Jackson, President Kennedy, President Polk und President Truman. Der Schiffstyp wurde nach Einordnung der United States Maritime Administration (MARAD) als Typ C10-M-F150a, kurz C10 bezeichnet. Die Bauserie wurde 1986 bestellt und entstand ab 1988 bei den Werften Howaldtswerke-Deutsche Werft in Kiel und dem Bremer Vulkan in Bremen/Vegesack. Auftraggeber war die US-amerikanische Reederei American President Lines. Die C10-Schiffe konnten bis zu 4400 TEU-Container befördern. Durch ihre große Breite war es möglich, 15 Container nebeneinander an Deck zu stauen. Eingesetzt wurden die Schiffe anfangs auf dem Transpazifikdienst der Reederei; zum Ende ihrer Einsatzzeit wurden die Schiffe vorwiegend für militärische Transportzwecke eingesetzt. Zwischen Juni 2013 und Januar 2014 trafen die Schiffe schließlich zur Verschrottung in Asien ein.

## Die Schiffe
| President-Truman-Klasse      | President-Truman-Klasse | President-Truman-Klasse | President-Truman-Klasse | President-Truman-Klasse |
| Schiffsname                  | Bauwerft/Baunummer      | IMO-Nummer              | Ablieferung             | Umbenennungen und Verbleib |
| ---------------------------- | ----------------------- | ----------------------- | ----------------------- | --- |
| President Truman             | HDW / 230               | 8616283                 | 1. April 1988           | President 2(2013) → ab 23. August 2013 abgebrochen                                                                                      |
| President Kennedy            | HDW / 231               | 8616295                 | 14. Juli 1988           | Hyundai Kennedy (2003) → APL Kennedy (2007) → Hyundai Kennedy (2007) → APL Kennedy (2009) → Ken (2013) → ab 9. Januar 2014 verschrottet |
| President Polk               | Bremer Vulkan / 43      | 8616922                 | 1. Juli 1988            | President (2013) → ab 23. Juli 2013 in Chittagong abgebrochen                                                                           |
| President Jackson            | HDW / 232               | 8616300                 | 1. September 1988       | President 1 (2013) → ab 8. August 2013 abgebrochen                                                                                      |
| President Adams              | Bremer Vulkan / 44      | 8616934                 | 1. September 1988       | Adams (2013) → ab 26. Juni 2013 abgebrochen                                                                                             |
| Daten: Equasis, grosstonnage |                         |                         |                         | |